# Šedesátníci
Šedesátníci (Шістдесятники) je označení pro generaci ukrajinských intelektuálů se silným občanským postojem, kteří vstoupili do kultury a politiky tehdejšího Sovětského svazu v období „chruščovovského tání“ a dočasného oslabení komunisticko-bolševické totality. Krátké období destalinizace a určité liberalizace nastalo ve druhé polovině 50. a na počátku 60. let. Literární tvorba „Šedesátníků“, blízká Beat generation, vyvrcholila v polovině 60. let, kdy tuto opozici vůči sovětskému totalitnímu státnímu režimu začala tvrdě potlačovat KGB. Je to zároveň generace politických vězňů a „vězňů svědomí“. Politický disent vzešlý z 60. let sehrál důležitou roli během perestrojky a při budování nových demokratických institucí po pádu komunismu.

## Ukrajinští "Šedesátníci"
Šedesátníci se postavili proti oficiálnímu dogmatismu, vyznávali svobodu tvůrčího projevu, kulturní pluralismus a upřednostňování univerzálních hodnot před třídními. Jejich éra byla vítězstvím kritického myšlení v kulturním vakuu sovětské propagandy. Na jejich formování měla významný vliv západní humanistická kultura, tradice "Popraveného obrození" a výdobytky ukrajinské kultury konce 19. a počátku 20. století. Rozhodující roli při formování ideologie šedesátých let sehrály tyto antologie: Jaroslav Slavutyč - Popravená múza (Detroit, 1955), Borys Kravciv - Zlomené struny (New York, 1955), Jurij Lavriněnko - Popravená obroda: Antologie poezie padlých, popravených, umučených a vyhnaných 1920-1945 (New York, 1955), An Anthology 1917-1933 („Executed Renaissance“, Paris, 1959), sborník dokumentů The Exodus of the Rights of Ukraine / The Ordering, s úvodem a poznámkami B. Kravceva (New York, 1964).
Jedním z těch, kdo položili základy hnutí šedesátých let na Ukrajině, byl Matvij Šestopal, docent na Fakultě žurnalistiky. Mezi jeho studenty patřili Vjačeslav Čornovil, Borys Olijnyk, Vasyl Symonenko, Vadym Kryščenko, Borys Rohosa, Mykola Šudria, Vadym Mycyk a mnoho dalších vlasteneckých osobností. Roku 1959 se na Ukrajinu dostaly ilegálně výtisky antologie Jurije Lavrinenka Popravené obrození (РОЗСТРІЛЯНЕ ВІДРОДЖЕННЯ, Executed Renaissance: An Anthology 1917-1933), vydané pařížským Literárním institutem. Kniha připomíná vyvraždění ukrajinské inteligence za velké stalinské čistky ve 30. letech.
Ukrajinští umělci šedesátých let se snažili svými díly a aktivní společenskou činností oživit národní vědomí, bojovali za zachování ukrajinského jazyka a kultury a přispívali k demokratizaci společenského a politického života na Ukrajině. Jejich aktivní kulturní činnost přesahovala oficiální rámec: pořádali neformální literární čtení a výtvarné výstavy, večery na památku pronásledovaných umělců, inscenovali předtím zakázané divadelní hry a sepisovali petice na obranu ukrajinské kultury. Klub tvůrčí mládeže „Sučasnik“ v Kyjevě (vedoucí Les Tanjuk) a klub "Prolisok" (vedoucí Mychajlo Kosiv) ve Lvově, které byly organizovány v letech 1959-1960, se staly skutečnými centry alternativní národní kultury. Šedesátá léta obnovila tradice klasické předrevoluční inteligence, která se vyznačovala touhou po duchovní nezávislosti a politickým oživením občanské společnosti a služby lidu.
Uvědomění si zločinné povahy komunistického systému ukrajinskou tvůrčí mládeží přispělo k jejímu osvobození od vlivu ideologických dogmat "socialistického realismu" a pozvedlo status univerzálních hodnot a ideálů. Světonázor šedesátníků formovala humanistická kultura Západu a její poznání přispělo ke zvýšenému zájmu o výdobytky vlastní kultury, dějiny a tradice ukrajinského lidu. Šedesátníci se ve svých dílech snažili hovořit o skutečných životních problémech, o bolestných otázkách, které byly za stalinismu zamlčovány a které znepokojovaly tehdejší ukrajinskou společnost.
Kulturní aktivity, které nezapadaly do rámce toho, co bylo povoleno, vyvolávaly nespokojenost úřadů. Šedesátá léta nebylo možné udržet v oficiálních ideologických a estetických mezích a od konce roku 1962 začal být na nekonformní inteligenci vyvíjen masivní tlak. Stránky časopisů byly šedesátníkům uzavřeny a byla proti nim vznášena obvinění z "formalismu", "nedostatku idejí" a "buržoazního nacionalismu". V reakci na to se myšlenky šedesátých let začaly šířit v samizdatu. Celé ukrajinské hnutí 60. let bylo definitivně potlačeno KGB během vlny zatýkání mezi lety 1965-1972.
Tváří v tvář tvrdému odporu stranického aparátu někteří členové šedesátých let přistoupili na kompromis s úřady, zatímco jiní se vyvinuli v politický disent, hnutí za lidská práva a otevřenou opozici vůči režimu.

### Počátek šedesátých let
Prvními mluvčími šedesátých let na Ukrajině byli Lina Kostenko a Vasyl Symonenko, autor poezie proti rusifikaci a národnímu zotročení Ukrajiny. Na kulturní dění měli vliv také bývalí vězni komunistických lágrů - spisovatel Borys Antonenko-Davydovyč, překladatel H. Kočur a umělecký kritik I. Vron.
Jádro hnutí šedesátníků tvořili spisovatelé a básníci Ivan Drač (Óda na čestného zbabělce, 1963), Mykola Rudenko, Mykola Vingranovskij, Volodymyr Drozd, Hryhir Tiutiunnyk, Borys Oliinyk, Vitalij Dončyk, Vasyl Symonenko, Mykola Cholodnyj, Lina Kostenko, Valerij Ševčuk, Jevhen Hucalo, Borys Čičybabin, Hryhorij Kyryčenko, Vasyl Holoborodko, Ihor Kalynets, Ivan Sokulskij, Borys Mamaisur, Vilen Barskij, Roman Ivančuk, Iryna a Ihor Kalynci, Jurij Mušketyk a další. Na počátku byl blízký šedesátníkům Vitalij Korotyč. Za člena šedesátníků je považován i příslušník starší generace básník Ivan Kovalenko.
V próze byli nejvýznamnějšími spisovateli šedesátých let Valerij Ševčuk, Hryhir Tiutiunnyk, Volodymyr Drozd, Jevhen Hucalo a Jaroslav Stupak, v kritice Ivan Dzjuba, Ivan Svitlyčnyj, Jevhen Sversťuk a Ivan Bojčak a v publicistice Stěpan Kožumjaka. Dále výtvarníci Alla Horska, spoluzakladatelka klubu tvůrčí mládeže "Sučasnik" v Kyjevě a její manžel Viktor Zareckij, Opanas Zalyvacha, Borys Plaksiy, Veniamin Kušnir, Halyna Sevruk, Liudmyla Semykina, Stefanija Šabatura, filmoví režiséři Les Tanjuk, Serhyj Paradžanov, Leonid Osyka a Jurij Illenko, historici umění Roman Korohodskij a Jurij Smyrnij, překladatelé Hryhorij Kočur a Mykola Lukaš a další.
K nejvýznamnějším aktivistům šedesátých let patří aktivní bojovníci proti režimu, jako například mistr politického pamfletu Valentyn Moroz ("Zpráva z Berijovy rezervace, "Bumerang", "Bašta ukrajinského odporu", "Mezi sněhy", "Daidalos a Tantalos", "Dopis Jevdokiji Losové" a ostře humoristický text "Viděl jsem Mohameda", za které byl odsouzen k 9 letům vězení a 5 letům vyhnanství) nebo Mychajlo Osadčyj (jeho táborová novela "Šedý zákal" (1971) vyšla v pěti cizích jazycích).
S nástupem šedesátých let se v literatuře vyostřil problém "otců a dětí". Mladá generace obviňovala "literární otce" z odpovědnosti za Stalinovy zločiny, přizpůsobení se despotickému režimu a tvůrčí impotence ("Óda na čestného zbabělce", Ivan Drač). Když se básníci - vůdčí osobnosti šedesátých let - po prvním zatčení v roce 1965 ukryli do "vnitřní emigrace", Mykola Cholodnyj nepřestal válčit s režimem až do svého zatčení v roce 1972 ("Výkřik z hrobu", 1961, "Dnes koně spí v kostele a pijí vodu...", "Válka s režimem". ", 1961, "Můj strýc má továrny a rostliny...", 1963, "Psi ve městě mají pasy...", 1964, "Básníci umírají", 1965, "Frankův monolog", 1966, "Soudruhům z vězení", 1966, "Před autoportrétem Paradžanova", 1968, "Pět přání vlastence aneb Internacionalismus naruby", 1970). Někteří starší spisovatelé (Pavlo Tyčina, Platon Voronko, Mykola Šeremet, Mychajlo Čabanivskij) se  k experimentům a inovacím šedesátých let stavěli nepřátelsky.
Pro literaturu šedesátých let byla charakteristická obnova poezie, předtím poznamenané socrealistickým dogmatem, intelektualismus, obdiv ke komplikované metafoře a syntaxi, rozmanitost rytmů atd; v próze realistickým zobrazením skutečnosti, oproštěným od socrealistické falše, často s vtipným humorem (povídky Hryhora Tytjunnyka), nebo dokonce ostře satirickým způsobem (Katastrofa, Olivy, Volodymyra Drozda), propracovanou motivací jednání postav a zájmem o historickou tematiku (Valerij Ševčuk).

### Konec tání
Hnutí šedesátých let trvalo jen krátce. Již 17. prosince 1962 bylo na speciálně svolaném setkání tvůrčí inteligence s vedením státu ostře kritizováno. Po vnitřním převratu v KSSS, Chruščovově rezignaci na podzim 1964 a nástupu Brežněva tlak státní cenzury na inteligenci dramaticky zesílil. Po vydání výnosu ÚV KSSS "O cenzuře" (jaro 1965) a zejména po sovětské invazi do Československa 21. srpna 1968 se KSSS vydala cestou obnovení totality. "Tání" v kultuře a politika liberalizace skončily. Komunistická strana Sovětského svazu po Československé zkušenosti oprávněně považovala tvůrčí, liberální a demokratickou inteligenci za hlavní hrozbu své diktatuře a monopolu moci. 
Částečné represe začaly už v éře Chruščova. Vasyl Symonenko byl roku 1962 brutálně zbit policí a roku 1963 na následky zranění ve věku 28 let zemřel. Během první vlny zatýkání, která začala 24. srpna 1965, se do vězení dostalo asi 20 příslušníků tehdejší tvůrčí elity (mj. O. Zalyvacha, I. Svitlyčnyj, S. Karavanskyj, M. Horyn, M. Osadčyj, ad.) Velitel KGB Jurij Andropov zřídil v červenci 1967 zvláštní 5. oddělení pro "boj s ideologickou diverzí". K dalším zostřeným opatřením došlo v souvislosti s částečnou mobilizací na západě Ukrajiny v červenci 1968, která iniciovala protisovětské nálady. Represe vrcholily po okupací Československa v srpnu 1968, zejména v oblasti cenzury zpráv a pošty. Hnutí šedesátníků bylo zatýkáním v letech 1965-1972 rozdrceno nebo zahnáno do vnitřního "duchovního podzemí". V tomto procesu někteří "šedesátníci" podlehli a podřídili se (Vitalij Korotyč, Ivan Drač, Volodymyr Drozd, Jevhen Hucalo a další), někteří dlouho nesměli publikovat (Lina Kostenko, Valerij Ševčuk) a jiným bylo publikování zakázáno úplně (Borys Mamaisur, Vasyl Holoborodko, Jaroslav Stupak).
Podpora nezávislosti Ukrajiny byla posuzována jako "zrada vlasti" s trestem až 15 let vězení. Pokud se některý disident vzdal sovětského občanství a žádal o povolení k emigraci, byl automaticky poslán do psychiatrického zařízení vězeňského typu s diagnózou schizofrenie. Mnozí odpůrci režimu strávili jako psychiatričtí pacienti v naprosté izolaci i několik let (Vasyl Ruban, Leonid Pljušč, Anatoly Lupinis). Ti, kteří nepřestali vzdorovat národnostní diskriminaci a rusifikaci, byli odsouzeni za "antisovětskou agitaci a propagandu" k dlouholetým trestům vězení (Ivan Svitlyčnyj, Jevhen Sversťuk, Vasyl Stus, Iryna Kalynec, Ihor Kalynec, Valerij Marčenko, Mykola Plachotňuk a další). Někteří v pracovních táborech zemřeli (Vasyl Stus, Valerij Marčenko), nebo jim bylo po propuštění zcela zakázáno podílet se na literárním procesu, Mykolovi Plachotňukovi i vykonávat lékařskou praxi. Ze zatčených se oficiálně podvolil pouze autor nejznámějšího samizdatu "Internacionalismus nebo rusifikace?" Ivan Dzjuba, který byl propuštěn z vězení i s ohledem na jeho onemocnění tuberkulózou. Publikoval sporadicky a věnoval se překladům, které vyšly až po pádu režimu.
Hnutí šedesátých let sehrálo významnou roli při šíření samizdatové literatury a především při posilování hnutí odporu na Ukrajině proti ruskému velmocenskému šovinismu a rusifikaci - kromě Ivana Dzjuby (Internacionalismus nebo rusifikace?) to byly statě Jevhena Sversťuka (Chrám pod lešením), Valentyna Moroze (Reportáž z Berijovy rezervace), Vjačeslava Čornovila (Hoře z rozumu), samizdatově vydávaná poezie mnoha autorů, včetně Vasyla Symonenka a Mykoly Cholodného  a protestní dopisy Vasyla Stuse, Valerije Marčenka, ad. Nejvýznamnějším počinem disentu bylo vydávání časopisu Ukrajinskyj Visnik (5 čísel).
Vedení KGB zahájilo roku 1971 tažení proti samizdatu, jehož objektem se stalo 24 lidí v operaci Blok. Z interní zprávy KGB vyplývá rozsah samizdatu: 778 zachycených titulů od více než 250 autorů. Kromě  toho byly na Ukrajinu pašovány texty Andreje Sacharova, Alexandra Solženicyna nebo krymskotatarských a židovských nacionalistů. Část samizdatu se dostala za hranice, kde je publikovala nakladatelství Sučasnisť a Smoloskyp (Pochodeň) a jako tzv. tamvydav se dostával zpět na Ukrajinu. Jen roku 1971 bylo zabaveno 20 357 zahraničních publikací. 12. ledna 1972 KGB provedla hromadné zatýkání autorů samizdatu a tím definitivně ukončila hnutí 60. let. Během roku 1972 bylo souzeno 89 disidentů, z toho 55 ze Západní Ukrajiny.

### Šedesátá léta v politice
Historický diskurz šedesátých let představoval opozici vůči realitě tehdejší oficiální politiky Ukrajinské SSR, která považaovala ukrajinskou identitu za součást "jednotného sovětského lidu". Podle Leonida Zaškilňaka se tento proces opíral o řadu mýtů a ideologií, z nichž základní byl konstrukt "tří bratrských východoslovanských národů" - Rusů, Ukrajinců a Bělorusů - vytvořený v době ruského carství, v němž všichni stáli proti "rozkládajícímu se" Západu s jeho "kapitalismem" a katolicismem.
V roce 1963 začala vlna ideologických obvinění šedesátníků, především z nacionalismu. Úřady zahájily kampaň pronásledování šedesátníků v tisku, na odborových schůzích a různých shromážděních. Stranické a trestní orgány zakázaly a následně rozehnaly literární a umělecká setkání a tvůrčí večery šedesátníků a uzavřely kluby tvořivé mládeže. Postupně byla většina šedesátníků zbavena možnosti publikovat svá díla, byli propouštěni ze zaměstnání a byly proti nim organizovány provokace.
Někteří umělci šedesátých let se pod tlakem úřadů přizpůsobili novým podmínkám a přešli na oficiální místa. Většina šedesátníků však nerezignovala a odvážně hájila své přesvědčení, jejich díla nadále vycházela v samizdatu a místo čistě kulturních otázek stále častěji analyzovala otázky společenského a politického života, včetně koloniálního postavení Ukrajiny v rámci SSSR a potřeby vytvořit organizované osvobozenecké hnutí.
Šedesátníci představovali skutečnou politickou opozici vůči komunistickému režimu a mnozí se aktivně zapojili do disidentského hnutí na Ukrajině v 70. letech jako členové Ukrajinské Helsinské skupiny.

### Šedesátníci po perestrojce a při vzniku samostatné Ukrajiny
V politice 60. a 70. let představovala "šedesátá léta" vnitřní morální opozici vůči sovětskému totalitnímu státnímu režimu. S nástupem politiky perestrojky a glasnosti (druhá polovina 80. a počátek 90. let) se pojem "šedesátníci" začal používat také pro označení představitelů nové generace komunistické elity, která tehdy se dostala k moci a jejíž světonázor se formoval na přelomu 50. a 60. let. Patřili k nim politici Michail Gorbačov a Alexandr Jakovlev; filozofové Alexandr Zinovjev, Merab Mamardašvili, Jurij Levada; politologové Alexandr Bovin a Fedor Burlatskij; mediální redaktoři Vitalij Korotych, Jegor Jakovlev, Sergej Zaligin a mnozí další.
Spisovatel Ivan Drač byl koncem 80. let předsedou kyjevské pobočky Svazu ukrajinských spisovatelů a spoluzakladatelem a předsedou (1989) Lidového hnutí Ukrajiny (Ruch), které zastřešovalo nově vzniklé opoziční strany. 
Levko Lukjanenko, který hájil právo Ukrajiny na samostatnost s odvoláním na sovětskou ústavu z roku 1936, byl zatčen už roku 1961 a po návratu z vězení se stal jedním ze zakladatelů Ukrajinské Helsinské skupiny. Roku 1988 založil Ukrajinskou Helsinskou unii, k níž se roku 1989 připojila Ukrajinská křesťansko-demokratická fronta Vasyla Sička, Ukrajinská lidová demokratická liga a část Unie nezávislé ukrajinské mládeže.

### Odkaz 60. let

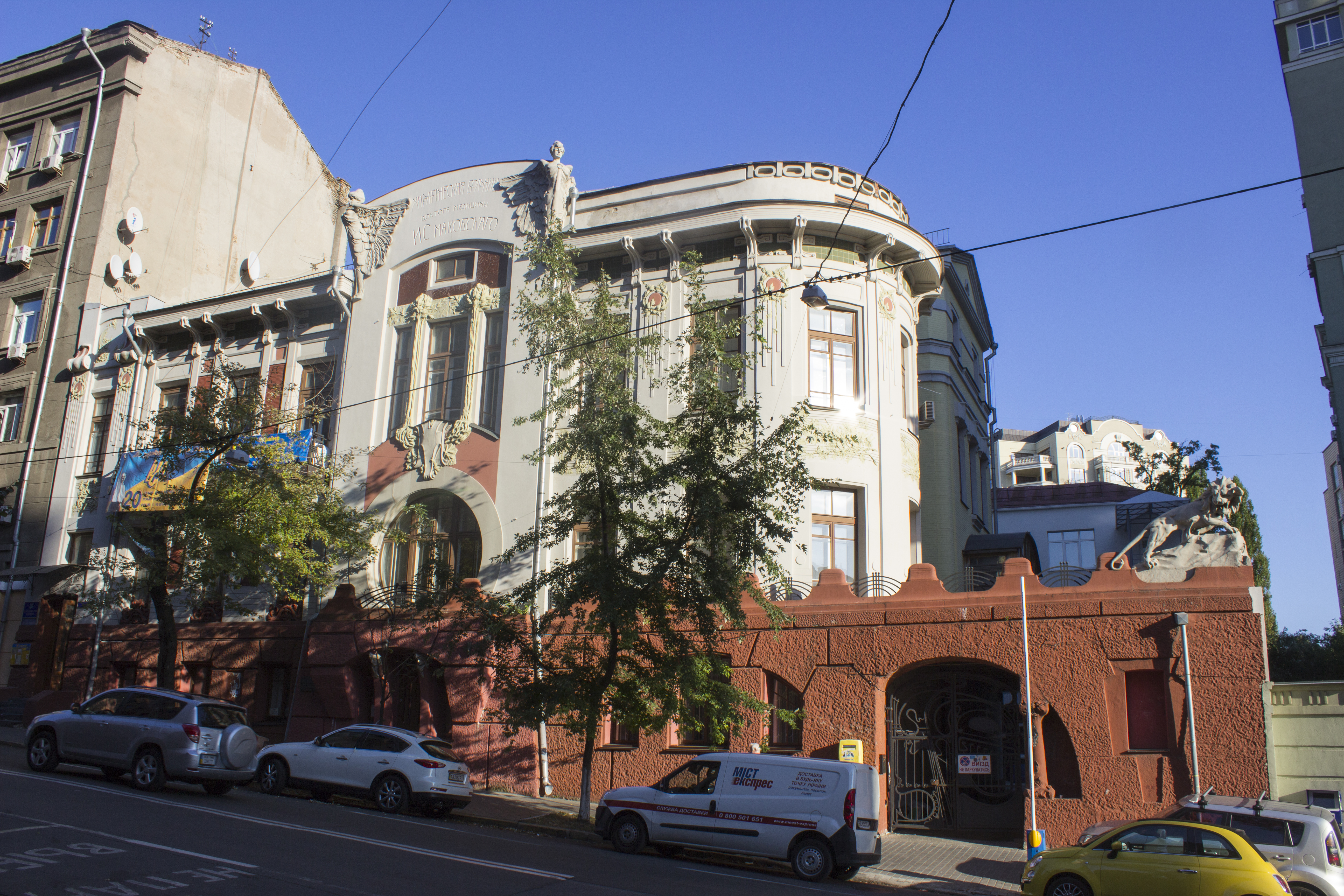
Muzeum Šedesátníků v Kyjevě

24. srpna 2012 bylo v Kyjevě v ulici Olesya Hončara 33 otevřeno Muzeum 60. let (Музей шістдесятництва) jako pobočka Muzea města Kyjev.
Iniciátorkou založení muzea byla Nadija Svitlyčna, která žila ve Spojených státech a roku 1978 se připojila k Ukrajinské Helsinské skupině. Vydávala časopis Visnyk represii na Ukraïni. Jednala v režii programu UGG, vystupovala navenek na obranu lidskoprávního hnutí v Ukrajinské SSR, udržovala kontakty s různými mezinárodními organizacemi (Amnesty International, odbory, zástupci lidskoprávních skupin ostatních národů SSSR v zahraničí). Když jí byla udělena Ševčenkova cena, oznámila založení Nadace Muzea šedesátých let (HOMSH) a věnovala nadaci svůj podíl z ceny. V březnu 1994 založila iniciativní skupinu pro vytvoření muzea šedesátých let, kterou vedla Halyna Vozna-Kušnir, známá aktivistka šedesátých let, doktorka biologie a vdova po umělci šedesátých let Veniaminu Kušnirovi. 
Organizace byla zaregistrována kyjevským soudem roku 2000, když se Svitlyčna setkala v New Yorku se starostou Kyjeva. Původně dostala Nadace příslib zřízení muzea roku 2006, ale nebyl naplněn a shromažďování exponátů probíhalo v soukromých bytech dalších 6 let. Na Ukrajině působily od roku 1989 Společnost pronásledovaných a Unie politických vězňů, které se roku 1992 sloučily do Celoukrajinské společnosti politických vězňů a pronásledovaných (VUTPViR) s předsedou Jevhenem Pronjukem. Ten budoucímu muzeu poskytl dvě místnosti a uvolnil člena výkonné rady VUTPViR Mykolu Plachotnjuka, který byl zvolen předsedou Nadace a později se stal prvním ředitelem Muzea 60. let. Plachotnjuk byl lékař, v 60. letech člen Klubu tvůrčí mládeže, později dlouholetý politický vězeň.
Svitlyčna roku 2006 zemřela a při jejím pohřbu přislíbil zřízení muzea jako pobočky Muzea města Kyjev prezident Juščenko. V té době už pro něj byly vyčleněny místnosti, ale jejich rekonstrukce pro potřeby muzea se neustále odkládala nebo byly vyčleněné finanční prostředky na rekonstrukci použity k jiným účelům. Zřízení muzea měl na starosti Odbor kultury na kyjevské radnici, ale nekonal. V letech 2006, 2007 a 2009 vyšly tři prezidentské dekrety o zřízení muzea. Mezitím v březnu 2008 dostala výpověď z dosavadních prostor organizace politických vězňů VUTPViR a shromážděné materiály musely být převezeny na různá místa v Kyjevě.
Roku 2011 byl předsedou Nadace muzea zvolen Olexi Zarecky, syn disidentů Ally Horske a Victora Zareckého. Jemu se podařilo projekt dotáhnout do konce a v říjnu roku 2012 bylo muzeum otevřeno.